# Peißenberg
Peißenberg este o comună din districtul Weilheim-Schongau, regiunea administrativă Bavaria Superioară, landul Bavaria, Germania.